# Heinz Roemheld
Heinz Eric Roemheld (Milwaukee, 1º maggio 1901 – Huntington Beach, 11 febbraio 1985) è stato un compositore statunitense di colonne sonore cinematografiche.

## Premi e riconoscimenti
Nel 1943, vinse l'Oscar alla migliore colonna sonora per il film Ribalta di gloria (Yankee Doodle Dandy) del 1942.
Era già stato candidato all'Oscar l'anno precedente per il film Bionda fragola (The Strawberry Blonde) del 1941.

## Filmografia parziale
- The Cat Creeps, regia di Rupert Julian e John Willard (1930)
- Il richiamo dei figli (Seed), regia di John M. Stahl - musiche originali, non accreditato (1931)
- Il dottor Miracolo (Murders in the Rue Morgue), regia di Robert Florey (1932)
- Il figlio del disertore (Tom Brown of Culver), regia di William Wyler (1932)
- Mani in alto! (Rustlers' Roundup), regia di Henry MacRae (1933)
- Abbasso le donne (Dames), regia di Ray Enright (1934)
- Housewife, regia di Alfred E. Green (1934)
- Madame du Barry, regia di William Dieterle (1934)
- Passeggiata d'amore (Flirtation Walk), regia di Frank Borzage (1934)
- The Keeper of the Bees, regia di Christy Cabanne - musica di repertorio (1935)
- Il ponte (Stranded), regia di Frank Borzage (1935)
- We're in the Money, regia di Ray Enright (1935)
- Il re della risata (Bright Lights), regia di Busby Berkeley (1935)
- L'uomo ucciso due volte (The Case of the Velvet Claws), regia di William Clemens (1936)
- Mogli di lusso (The Golden Arrow), regia di Alfred E. Green (1936)
- Desiderio (Desire), regia di Frank Borzage (1936)
- Le cinque schiave (Marked Woman), regia di Lloyd Bacon (1937)
- Avventura a mezzanotte (It's Love I'm After), regia di Archie Mayo (1937)
- La rivolta del Messico (The Mad Empress), regia di Miguel Contreras Torres - musiche di repertorio (1939)
- Bionda fragola (The Strawberry Blonde), regia di Raoul Walsh (1941)
- Il circo insanguinato (The Wagons Roll at Night), regia di Ray Enright (1941)
- Ribalta di gloria (Yankee Doodle Dandy), regia di Michael Curtiz - musica e arrangiamenti (1942)
- Il canto del deserto (The Desert Song), regia di Robert Florey (1943)
- Fuoco a oriente (The North Star), regia di Lewis Milestone (1943)
- Ruby, fiore selvaggio (Ruby Gentry), regia di King Vidor (1952)
- Scialuppe a mare (Away All Boats), regia di Joseph Pevney (1956) - non accreditato